# オザックス
オザックス株式会社は、紙製品などの専門商社。明治末期の1910年に創業。原紙・印刷用紙、パルプのほか、外食業界向け業務用消耗資材や包装用樹脂フィルムを扱う。年商800億円。

## 概要
江戸時代からの大阪の商業の中心地・船場で「尾﨑洋紙店」として発足した。1978年（昭和53年）創業家で2代目代表取締役社長の尾﨑徳太郎が死去。長男の敏紘が33歳の若さで3代目に就任したため、妻の公子が専業主婦から一転し経営に参画。若い社長を盛り立てながら、船場の老舗を年商800億円の紙パルプ・フィルムの専門商社に育て上げた。
敏紘に続き、次男でみずほコーポレート銀行常務執行役員の豊弘が副社長に就任。2010年（平成22年）に4代目の社長となった。
現在、クラレ、スリーエム、旭化成、日本製紙、東洋製罐グループホールディングスの東罐興業など仕入先2000社超、すかいらーくグループ、大戸屋、江崎グリコ、コクヨなど多岐に亘る分野の販売先を持ち、創業時からの紙・パルプ・ダンボールに加えフィルム事業、生活関連事業が中核事業に成長しており、IT・クラウドサービス事業や外食・施設向け事業にも注力。長年、紙パルプ卸業で培ったB to B（企業間取引）ソリューション提案力を活かし、2018年に消費者に直結の B to C ビジネスとしてコインランドリーフランチャイズ展開にも乗り出している。

## 主な事業
- 外食・施設向け事業 - ファストフードやファミリーレストラン、居酒屋など外食店舗からシネマコンプレックスやカラオケ、冠婚葬祭などの施設・店舗に、業務用備品・資材・食品から受発注・在庫管理システムや店舗設計など運営ソリューションを提案

- 小売向け事業 - スーパーマーケットやドラッグストア、量販店などの小売業向け業務用資材の開発・販売・ソリューション提案

- 印刷・パッケージ・特殊紙事業 - 一般紙から特殊機能紙まで「紙」全般を国内外で調達・販売。不織布やフィルムをはじめ各種の材料・素材、複合化で付加価値を高めた製品などを提供

- IT・クラウドサービス事業 - クラウド活用の受発注システム、倉庫管理システム、IoT機器との連携、ワンストップで提供

- グローバルネットワーク - 海外の拠点ネットワークを生かし、販売や調達、三国間など国際貿易から現地ビジネス、助言や支援

## 沿革
- 1910年（明治43年） - 尾﨑鉄太郎が「尾﨑洋紙店」として創業
- 1920年（大正9年） - 「株式会社尾﨑洋紙店」（資本金10万円）に改組
- 1938年（昭和13年） - 中国上海・香港に営業所を新設[8]
- 1948年 - 尾﨑徳太郎が2代目の代表取締役に就任。東京支店を西銀座に新設
- 1963年 - 	東京支店を千代田区内神田に移転（現在地）
- 1964年 - 社名を「尾﨑商産株式会社」に変更
- 1966年 - 名古屋営業所を新設
- 1972年 - 福岡県久留米市に九州営業所を新設
- 1974年 - 資本金を2億円に増資。札幌・広島に営業所を新設。九州営業所を福岡市に移転し福岡営業所と改称
- 1975年 - 仙台営業所を新設。シンガポールに駐在員事務所を新設
- 1978年 - 尾﨑敏紘が3代目の代表取締役社長に就任
- 1985年 - 米国ニューヨークに駐在員事務所を新設
- 1989年（平成元年） - ニューヨーク駐在員事務所を「オザキU.S.A.コーポレーション」に分離独立
- 1990年 - シンガポール駐在員事務所を「オザキシンガポールコーポレーションPte」として分離独立
- 1991年 - CIを導入、社名を「オザックス株式会社」に変更。「オザキヨーロッパGmbH」を設立。札幌・名古屋・福岡の3営業所を支店に昇格
- 1993年 - 上海に駐在員事務所を新設
- 1996年 - 横浜市・埼玉・千葉・山梨に営業所を新設
- 2001年 - 沖縄県に営業所を新設
- 2002年 - 海外法人「OSDネットワーク社」設立。東大阪市に営業所を新設
- 2003年 - 米国に「オーキッドUSA」設立
- 2004年 - 中国に「奥吉徳上海国際貿易有限公司」設立
- 2008年 - タイに「OSDネットワーク社」設立
- 2010年 - 尾﨑敏紘が代表取締役会長に、尾﨑豊弘が3代目の代表取締役社長に就任。マレーシアに「グローバルオーキッドマレーシア社」設立。創業100周年記念行事を挙行。「富士工業株式会社」を完全子会社化
- 2015年 - 尾﨑豊弘が代表取締役会長兼社長となる
- 2019年 - ベトナムに「OZAX VIETNAM」設立
- 2020年（令和2年） - 東京本社を移転[9]
- 2022年（令和4年） - 大阪本社（本店登記地）を移転

## 関連会社
- 富士工業株式会社
- オーキッドシステムソリューションズ株式会社
- オーキッドシステムソリューションズHPへ
- グローバル・オーキッド・ロジスティクス株式会社
- 株式会社東京スペース[10]